# Marin Mincu
Marin Mincu (n. 28 august 1944, Slatina, Olt, România – d. 4 decembrie 2009, București, România) a fost un poet, critic literar, istoric literar, semiolog și eseist român.

## Biografie

### Familie
Marin Mincu s-a născut la 28 august 1944, în Slatina, având ca părinți pe Mincu Duță si Voica Anica.

### Studii
- Școala primară Clocociov (1951-1955), Școala elementară Mixtă-Gară (1955-1958), Liceul Radu Greceanu din Slatina (1958-1962), Facultatea de filologie a Universității București (1962-1967).
- Specializare în semiotica literară la Facultatea de litere și filozofie a Universității din Torino (1974-1978).
- Doctor în filologie la Universitatea din București, 1971, cu tema „Opera literară a lui Ion Barbu”.
- Data primirii în Uniunea Scriitorilor: 1972; în ASPRO: 1996.

### Funcții didactice universitare
- Preparator prin concurs la Facultatea de filologie a Institutului Pedagogic din Constanța (1968-1971), asistent universitar doctor la aceeași instituție (1971-1973), lector universitar doctor (1973-1974), lector universitar la Facultatea de litere și filozofie a Universităților din Torino și din Milano (1974-1978), conferențiar universitar doctor la Facultatea din Constanța (1979), profesor titular asociat (prin concurs) la Facultatea de litere și filozofie a Universității din Florența (1978-1994), profesor universitar doctor la Facultatea de litere din Constanța (1990-2009). Conducător de doctorat la Universitatea din București (1990, până la data decesului, 4 dec. 2009). Prim rector al Universității „Ovidius” (aprilie 1990) și Decan al Facultății de Litere, Istorie, Teologie și Drept a Universității „Ovidius” (1990-1998).

## Viață literară
Colaborator la toate revistele literare din țară, deținând rubrică permanentă la Amfiteatru (Confruntări critice), Luceafărul (Semn), România literară (Poezia tânără), Viața românească (Intermezzo), Paradigma (editorial), Ziua literară (cronică literară), Tomis (Repere), Contemporanul –Ideea europeană (Intermezzo), etc. A avut rubrică săptămânală permanentă («Accente») în pagina culturală a ziarului „Cotidianul” (1999-2004). De asemenea, colaborator la unele reviste italiene: Alfabeta (Milano), La fiera letteraria (Roma), Strumenti critici (Torino), Uomo e cultura (Palermo), Il cavallo di Troia (Roma), Inventario (Firenze), L’Indice (Torino), Il Ponte (Firenze), La nuova Rivista Europea (Milano, unde a făcut parte din Colegiul european de redacție) etc.
Inițiative culturale: Membru fondator al Universității Ovidius din Constanța (1990, fiind numit primul rector, funcție la care renunță pentru că, în același timp, era și profesor titular la Facultatea de litere și filozofie a Universității din Florența). Înființează revista culturală Paradigma (1993) și Editura Pontica (1991) în cadrul căreia coordonează colecția „Biblioteca italiană” și colecția de poezie Euridice. Coordonator al Cenaclului de Marți din cadrul Universității Ovidius din Constanța, în perioada 1992 - 1998, în care s-au afirmat o serie de poeți dintre care amintim: Sorin Dinco, Mircea Țuglea, Ileana Bâja, Grigore Șoitu, Mugur Grosu și George Vasilievici . Președinte al Cenaclului Euridice al Uniunii Scriitorilor (2002-2003) și, în continuare – până în 2008, al Muzeului Literaturii Române. Fondator al Premiului literar Euridice (2005, în exclusivitate pentru tinerii autori), actualmente premiul literar „Marin Mincu”.
Debut: cu critică în Gazeta literară (articolul „Stilul criticii”, 30 aprilie 1964) și cu poezii în revista Amfiteatru (aprilie 1966).
Debut editorial: în poezie cu vol. Cumpănă (Editura pentru literatură, 1968); în critică: Critice (Editura pentru literatură, 1969); în roman: Intermezzo ( Editura Albatros, 1984).

## Deces
Marin Mincu a decedat la Spitalul Elias din București în dimineața zilei de 4 decembrie 2009 în urma unui anevrism cerebral survenit la Televiziune și este înmormântat la Cimitirul Bellu din Capitală.

## Opera

### În România
- I. Poezie:

Cumpănă, E.P.L., 1968; Calea robilor, Cartea românească, 1970; Eterica noapte, Albatros, 1972; Văile vegherii, Cartea românească, 1974; Discurs împotriva morții, Eminescu, 1977; Pradă realului, Cartea românească, 1980; Proba de gimnastică, Albatros, 1982; Pradă realului, Cartea românească, 1985, colecția „Hyperion”, antologie, cu o postfață de Laurențiu Ulici; Despre fragilitatea vieții, Albatros, 1987; Despre fragilitatea vieții, antologie de autor în colecția „Poeți români contemporani”, cu o prefață de Valentin F. Mihăescu, Eminescu, 1997; Am visat că visez că sunt înger, Asociația Scriitorilor din București/ Eminescu, 1998; Vine frigul, antologie în colecția B.P.T. nr. 1501, cu un tabel cronologic de George Popescu, o prefață de Gheorghe Grigurcu și o postfață de Irina Mavrodin, Minerva, 2000; Cum mi-am înscenat un accident de mașină, editura Vinea, București, 2002; Pacient la spitalul fundeni, editura paralela 45, București, 2007. Postum: vol. Dulce vorbi în somn, Ed. Vinea, 2011.
- II. Roman

Intermezzo (Albatros, București, 1984; ediția a II-a, revizuită, în colecția „100+1”, cu o prefață de Romul Munteanu și o postfață de Gabriel Dimisianu, Gramar, București, 2000; ediția a III-a, revăzută, cu o postfață de Bogdan Alexandru Stănescu, Polirom, Iași, 2007); Intermezzo II, Cartea românească, 1989; Intermezzo III, cu o postfață de Octavian Soviany, Albatros, 2002; Intermezzo IV, jurnalul florentin, Pontica, Constanța, 1997; Jurnalul lui Dracula, rescriere, cu unele referințe critice apărute în Italia (Cesare Segre, Piero Bigongiari, Sergio Givone, D’Arco Silvio Avalle, Lucio Klobas, Giuseppe Pontiggia, Renato Minore, Alfredo Giuliani, Paolo Fabrizio Iacuzzi, Ernestina Pelegrini) și două interviuri cu Ioan Buduca și Cristian Teodorescu, Polirom, Iași, 2004; Moartea la Tomis. Jurnalul lui Ovidiu, rescriere, cu un preambul al autorului („Cum am devenit romancier italian”) și cu unele referințe critice apărute în Italia (Roberto Carifi, Giuseppe Cassieri, Dario Fertilio, Francesco Specchia, Giancarlo Caprettini, Luciano Morandini), Polirom, Iași, 2005.
- III. Critică, istorie și teorie literară:

Critice, E.P.L., 1969; Critice II, Cartea românească, 1971; Poezie și generație, Eminescu, 1975; Ion Barbu comentat, Albatros, 1975, ediția a II-a, în colecția „Clasici români interpretați” a editurii Pontica, 1995; Repere, Cartea românească, 1977; „Luceafărul” comentat, Albatros, 1978; ediția a II-a în colecția „Clasici români interpretați”, Pontica, 1996; Ion Barbu. Eseu despre textualizarea poetică, (Cartea Românească, 1981; ediția a II-a, cu un tabel cronologic de George Popescu, colecția B.P.T., Minerva, 2000); Avangarda literară românească (editura Minerva, 1983, ediția a II-a, revăzută, colecția B.P.T., Minerva, 1999; ediția a III-a, revăzută și adăugită, Pontica, Constanța, 2006); Lucian Blaga comentat, Albatros, 1983, ediția a II-a în colecția „Clasici români interpretați”, Pontica, 1995; Eseu despre textul poetic II, (Cartea românească, 1986; ediția a II-a, cu o prefață de Ștefan Borbely, editura paralela 45, Pitești, 2006); Opera literară a lui Ion Barbu, Cartea românească, 1990; Textualism și autenticitate, Pontica, Constanța, 1993; Poezia română actuală (O antologie comentată), vol. I-II, Pontica, 1998; vol. III, Pontica, 1999; Poeticitatea română postbelică, Pontica, 2000; Paradigma eminesciană, Pontica, 2000; A fi mereu în miezul realului, interviuri, cu un studiu introductiv de Octavian Soviany, Pontica, 
- 2001; Christian W. Schenk și poietica „antilucrurilor“eseu în Luceafărul, nr. 42(434), 28 noiembrie 2001,
- Poezia română în secolul XX, vol. I, Pontica, 2003; Avataruri de tranziție, Pontica, 2004; Fărâme critice, Pontica, 2005; O panoramă critică a poeziei române din secolul al XX-lea, Pontica, 2007, Cvasitratat de/despre literatură, Ed. Paralela 45, 2009.

Postum: Vol. Polemos, Ed. Compania, 2011.
- IV. Traduceri din alți autori:

D’Arco Silvio Avalle, Modele semiologice în Comedia lui Dante, în colaborare cu Ștefania Mincu, Univers, 1979; Poeți italieni din secolul XX. De la Pascoli la Magrelli, Cartea românească, 1988.
- V. Volume și ediții îngrijite, studii introductive, prefețe, postfețe:

Al. Macedonski, Excelsior, poezii, prefață de..., BPT, Minerva, 1968; Mihail Sadoveanu, Locul unde nu s-a întâmplat nimic, postfață de..., colecția „Arcade”, Minerva, 1972; Ion Gheorghe, Poeme, cuvânt înainte de.., Colecția „Cele mai frumoase poezii”, Albatros, 1972; Mihail Sadoveanu, Creanga de aur, prefață de..., BPT, Minerva, 1973; Ion Heliade-Rădulescu, Poezii-Proză, antologie și repere istorico-literare de..., seria „Patrimoniu”, Minerva, 1977; D’Arco Silvio Avalle, Modele semiologice în Comedia lui Dante, prefață de..., colecția „Studii”, editura Univers, 1979; Nichita Stănescu, Pravoto na vreme, introducere de..., Ed. MISLA, Struga, 1982; Maria Corti, Principiile comunicării literare, prefață de..., colecția „Studii”, Univers, 1983; Umberto Eco, Pendulul lui Focault, postfață de..., colecța Biblioteca italiană, Pontica, 1991; Maria Corti, Cântecul sirenelor, postfață de..., colecția Biblioteca italiană, Pontica, 1991; De ce scriu poezie, anchetă de..., colecția „Interviuri”, Pontica, 1996; Lucio Klobas, Gândirea extremă, postfață de..., colecția Biblioteca italiană, Pontica, 1998; Mihai Eminescu, Poesie/ Poezii, ediție îngrijită de..., Pontica, 1998; Mario Luzi, Poezii, prefață de..., colecția Biblioteca italiană, Pontica, 2002; Canon și canonizare, anchetă coordonată de..., Pontica, 2003; Dosarul Cenaclului Euridice, coordonare de..., vol. I-II, editura Ziua, București, 2003; vol. III, Pontica, Constanța, 2004; vol. IV-VII, Pontica, 2005.

### În Italia
I canti narrativi romeni. Analisi semiologica, Torino, Giappichelli, 1977; I mondi sovrapposti. La modellizzazione spaziale nella fiaba romena, Torino, Giappichelli, 1978; Poesia romena d’avanguardia. Testi e manifesti. Da Urmuz a Ion Caraion, in collaborazione con Marco Cugno, colecția Universale economica, Milano, Feltrinelli, 1980; La semiotica letteraria italiana, colecția Universale economica, Milano, Feltrinelli, 1982; Mito-fiaba-canto narrativo. La trasformazione dei generi letterari, Roma, Bulzoni, 1986; Nuovi poeti romeni, in collaborazione con Marco Cugno, Firenze, Vallecchi, 1986; Mircea Eliade e l’Italia, in collaborazione con Robrto Scagno, Milano, Jaca Book, 1987; Dizionario degli autori (parte romena), Milano, Bompiani, 1987; Nichita Stănescu, 11 elegie, a cura di..., Milano, editore Vanni Scheiwiller, 1987; Fiabe romene di magia, colecția Tascabili Bompiani, 1989; Lucian Blaga, Ipoemi della luce, a cura di..., in collaborazione con Sauro Albisani, Milano, Garzanti, 1989; Mihai Eminescu, Lucifero, in collaborazione con Sauro Albisani, editore Vanni Scheiwiller, Milano, 1989; Mihai Eminescu, Genio desolato, a cura di..., Bergamo, editore Lubrina, 1989; Mihai Eminescu e il romanticismo europeo, in collaborazione con Sauro Albisani, Roma, Bulzoni, 1990; Il diario di Dracula, romanzo, con una prefazione di Cesare Segre e con una postfazione di Piero Bigongiari, colecția „I grandi tascabili”, Bompiani, Milano, 1992; Paul Celan, Scritti romeni, a cura di..., Udine, Campanotto editore, 1994; Il diario di Ovidio, romanzo, con una prezentazione di Umberto Eco, Milano, Bompiani, 1997; I poeti davanti all’apocalisse, con una postfazione di Giovanni Rotiroti, Udine, Campanotto editore, 1997; Mihai Eminescu, La mia ombra e altri racconti, a cura di..., colecția Biblioteca Universale Rizzoli, Milano, 2000.
- Traduceri în alte limbi din opera originală:

Volume de poezie: In agguato (în limba italiană, traducere de Alfredo Giuliani și Marin Mincu, cu o notă critică de Mario Luzi, editura Vanni Scheiwiller, milano, 1986); Lazni traktat o jagnjetu (în limba sârbă traducere de Maria Mutici și Miljurko Vukadinovici, editura Oktoih, Podgorica, 1999); 
- Drehung (în limba germană, traducere de Christian W. Schenk, editura Dionysos, Kastellaun, 2002);
- Il arrive, le froid (traducere în franceză de Ilie Constantin și Mariela Rotaru Constantinescu, în colecția monde latin, maison de la poesie D’Amay, 2003).
- Pieta - Eine Auswahl rumänischer Lyrik, Dionysos, Boppard, 2018, în traducerea și selectarea lui Christian W. Schenk, ISBN 9781977075666.
- SECHS RUMÄNISCHE DICHTER: Ausgewählt und übersetzt von Christian W. Schenk - (Ana Blandiana, Ion Caraion, Ștefan Augustin Doinaș, Marin Mincu, Emil Manu, Marin Sorescu) - Dionysos, Boppard, ISBN 978-1980320890;
- Eugen Simion,  Ovid. S. Crohmălniceanu, Dumitru Micu,  Marin Mincu, Gheorghe Bulgăr, Emil Manu, Ștefan Borbély, Theodor Damian, Emilian Galaicu-Păun, Ioan Lazăr, Joachim Wittstock: Eseuri critice despre Christian W. Schenk, Dionysos Boppard 2022, ISBN 9783750440746